# 三毛猫ホームズの駈落ち
『三毛猫ホームズの駈落ち』（みけねこホームズのかけおち）は、日本の小説家赤川次郎が1981年に発表した長編推理小説である。

## あらすじ
大富豪の片岡家と山波家は代々対立していた。片岡家の長男と山波家の長女が駈落ちをし、事態は泥沼化。それから12年経ち、今度は片岡家の三男と山波家の息子が刺し違えて死亡。だが、2人とも何者かに殺された疑いが浮上した。一方東京に派遣された両家の使用人は、片山義太郎と晴美を、12年前に駈落ちした義太郎と晴美だと勘違い。

## 主な登場人物
- 片山義太郎 - 捜査一課のダメ刑事
- 片山晴美 - 義太郎の妹
- 石津刑事 - 晴美に恋をする猫嫌いで力持ちの刑事
- ホームズ - 三毛猫

## 書誌情報
- 『三毛猫ホームズの駈落ち』（光文社カッパノベルス、1981年11月15日） ISBN 4-334-02448-3
- 『三毛猫ホームズの駈落ち』（角川書店角川文庫、1984年12月20日） ISBN 4-04-149785-X
- 『三毛猫ホームズの駈落ち』（光文社光文社文庫、1985年10月20日） ISBN 978-4-334-70230-4